# Wilhelm Wolff
Wilhelm Wolff (Fehrbellin, 1816. április 6. – Berlin, 1887. május 30.) német szobrász.

## Életútja
Fiatal korában a berlini királyi vasöntödébe került, majd Wihmannak volt tanítványa. Több évet töltött Párizsban és Münchenben, ahol az ércöntödéket tanulmányozta. Hazatérve ércöntödét alapított Berlinben, amelyet azonban csakhamar átengedett öccsének és egészen a szobrászatra adta magát. Különösen sikerültek állatszobrai és csoportjai, pl. Szelindek a kölykeivel; Kutyákkal küzködő vadkan a grunewaldi vadászkastélyban; Szarvasok nagy szobrai a putbusi parkban; A haldokló oroszlán a berlini állatkertben; Két szentbernáthegyi kutya megment egy hóba veszőt stb. Egyéb művei: Johann Sebastian Bach mellszobra a berlini zeneakadémiában; Franz Kugler mellszobra; Lujza Henrietta választófejedelemné szobra Oranienburgban; Nagy Frigyes szobra Liegnitzben.